# Мой лучший друг — генерал Василий, сын Иосифа
«Мой лучший друг — генерал Василий, сын Иосифа» — советский цветной художественный фильм 1991 года режиссёра Виктора Садовского. Снят на киностудии «Ленфильм» при участии бельгийской компании «Краун».
Подзаголовок: Сцены времён ещё неразвитого социализма.
Исторический фильм о судьбе знаменитого спортсменa Всеволода Боброва, волею судьбы оказавшегося фаворитом сына советского вождя — генерала Василия Сталина. В основе фильма — факты из реальных биографий легендарного капитана сборных СССР по футболу и хоккею Всеволода Боброва и генерала Василия Сталина.

## Сюжет
Сюжет фильма развивается на фоне истории СССР в конце правления Иосифа Сталина и после его смерти. Это воспоминания спортсмена-ветерана Всеволода Багрова во время футбольного товарищеского матча ветеранов москвичей с командой из Казани.
Большой любитель спорта генерал-лейтенант Василий Сталин положил глаз на молодого спортсмена Всеволода Багрова (Боброва). Талант и дерзость подающего надежды спортсмена полюбились тщеславному сыну Иосифа Сталина. Вскоре под покровительством сына диктатора, Всеволод стал величайшим советским футболистом и хоккеистом, его имя было на устах и в новостях, а рядом всегда оставался человек, считавший себя его другом и веривший в его силы - генерал Василий Сталин. Генерал Василий со свитой послушных полковников и генералов постепенно превратил свою жизнь в регулярное пьянство и гулянки в лучших ресторанах и гостиницах Москвы, отмечая спортивные успехи своего любимчика в компании полуголых девиц и готовых на что угодно адъютантов в погонах. Генерал Василий не смог удержаться от соблазнов безграничной власти и вседозволенности и постепенно превратился в циничного и наглого пьяницу в погонах, который играет судьбами людей безжалостно вмешиваясь в их личную жизнь и жестоко расправляясь с непокорными. Никого, кроме любимцa Багрова, не пощадил гневный генерал Василий. Но co смертью его отца Иосифа Сталина наступает и закат карьеры сынa, а новые власти от него отворачиваются. Униженный Василий Сталин встречается с иностранцами и ругает новые власти СССР, но постоянно следившие за ним агенты госбезопасности арестовывают и изолируют его в Казанской тюрьме. Спившийся генерал Василий Сталин уже никак не сможет помешать новым властям СССР, которые его убрали и предали забвению, но его страшное имя и навязанную дружбу продолжает помнить спортсмен Всеволод Багров.

## В ролях
- Борис Щербаков — Всеволод Багров (прообраз — Всеволод Бобров)
- Владимир Стеклов — Василий Сталин
- Андрей Болтнев — майор / подполковник Астафьев
- Ирина Малышевa — Нинель
- Андрей Толубеев — Толик Шустров (прообраз — Владимир Дёмин из ЦДКА)
- Игорь Горбачёв — профессор Серебровский
- Пётр Шелохонов — полковник Савиных
- Игорь Ефимов — генерал из свиты
- Анатолий Рудаков
- Георгий Штиль — полковник из свиты
- Ян Янакиев — Лаврентий Берия
- Валентина Ковель — coседка
- Виктория Садовская
- Михаил Девяткин — coсед

## В эпизодах
- Евгений Барков — coсед
- Александр Берда — coсед
- Юрий Дедович — майор ВВС
- Алексей Ванин
- Изиль Заблудовский — coсед
- Алексей Краснопольский — полковник ВВС
- Эрнст Романов — полковник Ярцев
- Андрей Пономарёв
- Анатолий Рудаков
- Сергей Лосев
- Ефим Иоффе
- Евгений Дергачев
- Никита Макаров
- Ирина Мячина
- Виктор Соловьев
- Алексей Стрепетов
- Михаил Колядин
- Олег Юдин
- Владимир Максимов
- Тариел Кения

## Съёмочная группа
- Режиссёр: Виктор Садовский
- Авторы сценария: Валентин Ежов, Наталия Готовцева, Павел Которобай при участии Виктора Садовского
- Оператор: Вадим Грамматиков
- Композитор: Владлен Чистяков

## Места съёмок
- Красная площадь, Москва - сцены военных парадов, архивная кинохроника
- Ресторан гостиницы Москва, Москва - сцены банкета генерала и танцев полуголой женщины на столе среди бутылок с шампанским
- Москва (гостиница, Москва), Москва - сцены игры генерала в бильярд на спор и выпивку
- Стадион Динамо, Москва - сцены спортивных игр
- Студия Ленфильм
- Москва - натурные съёмки